# Maserati F1 (motortillverkare)
Maserati var det italienska formel 1-stallet Maseratis motortillverkare under 1950-talet. Maserati levererade senare även motorer till ett antal andra formel 1-stall med olika chassier, bland annat Cooper.

## F1-meriter
| 1. Italien 1953 2. Argentina 1954 3. Belgien 1954 4. Monaco 1956 5. Italien 1956 6. Argentina 1957 7. Monaco 1957 8. Frankrike 1957 9. Tyskland 1957 10. Mexiko 1966 11. Sydafrika 1967 |

| 1. Belgien 1953 2. Schweiz 1953 3. Belgien 1954 4. Storbritannien 1956 5. Argentina 1957 6. Monaco 1957 7. Frankrike 1957 8. Tyskland 1957 9. Italien 1957 10. Argentina 1958 11. Mexiko 1966 |

| 1. Italien 1952 2. Belgien 1953 3. Frankrike 1953 4. Storbritannien 1953 5. Italien 1953 6. Belgien 1954 7. Storbritannien 1954 8. Storbritannien 1954 9. Storbritannien 1954 10. Nederländerna 1955 11. Belgien 1956 12. Storbritannien 1956 13. Italien 1956 14. Argentina 1957 15. Monaco 1957 16. Tyskland 1957 17. Argentina 1958 18. Tyskland 1966 19. USA 1966 |